# Werner Adam
Werner Adam (* 14. Januar 1935 in Hamm in Westfalen; † 9. April 2009 in Frankfurt am Main) war ein deutscher Journalist.

## Leben
Adam wuchs ohne Vater auf, der im Zweiten Weltkrieg gefallen war. Das Fach Germanistik studierte er an der Julius-Maximilians-Universität Würzburg und an der Ruprecht-Karls-Universität Heidelberg. Bei der Rhein-Neckar-Zeitung in Heidelberg erlernte er erste Schritte der Journalistentätigkeit. Am Südasien-Institut Heidelberg konnte er für seinen ersten Auslandsposten für die Neue Zürcher Zeitung in Pakistan ab 1968 die notwendigen Kenntnisse erwerben.
In Pakistan wurde er Zeitzeuge des Bürgerkrieges und des Niedergangs des Landes. 1972 wechselte er nach Indien und berichtete aus Neu-Delhi. Ab 1973 übernahm er auch die Berichterstattung für die Frankfurter Allgemeine Zeitung (FAZ) mit Sitz in Frankfurt am Main. Das Gebiet seiner Berichte umfasste die Länder Afghanistan, Indien, Iran, Pakistan, Nepal und Bangladesch. Diese Tätigkeit dauerte für ihn bis 1978. Danach berichtete er bis 1984 als FAZ-Korrespondent in Stockholm aus Skandinavien.
Als er ab 1984 in Moskau als Korrespondent arbeiten konnte, erlebte er bis 1989 aus nächster Nähe den Zerfall der Sowjetunion und die ersten Schritte zu einem neuen Staat Russland. Ab 1989 betätigte er sich in der Zentralredaktion der Frankfurter Allgemeinen Zeitung, um dann von 1994 bis zu seinem Eintritt in den Ruhestand im Jahr 2001 das Ressort Außenpolitik der FAZ zu leiten. Obwohl er sich anschließend in Zypern niederließ, arbeitete er für englische Zeitungen und auch für die FAZ gelegentlich weiter.
Über seine Berichterstattung hinaus analysierte er die Lage der Länder, in denen er arbeitete. Aus diesen Erfahrungen heraus schrieb er mehrere Bücher über Indien, Afghanistan und Russland.

## Schriften
- Indien. Hannover 1977.
- Der Testfall Bangladesch. Zur gesellschaftlichen und wirtschaftlichen Situation des jungen Staates. In: Europa-Archiv. Beiträge und Berichte. Bonn 1977, S. 32.
- Pakistans Suche nach Identität. Zur Problematik einer religiösen Staatsschöpfung. In: Europa-Archiv. 1978, S. 33.
- Unter die Weißen geraten. Jugendroman aus zwei Welten. Stuttgart/Esslingen 1984.
- Das Scheitern am Hindukusch. Afghanistan ist nicht zu unterjochen. Stuttgart 1989.
- als Herausgeber: Ein Imperium zerbricht. Reportagen über den Untergang der Sowjetunion. Frankfurt/Main 1992.
- 150 Jahre. 1845–1995 Sparkasse Lemgo. Lemgo 1995.
- Das neue Russland. Putins Aufbruch mit schwerem Erbe. Wien 2000.
- Unheilige Kriege im Herzen Asiens. Afghanistan und die Folgen. Wien 2002.
- Die Medien. In: Christoph Bertram, Friedrich Däuble: Wem dient der Auswärtige Dienst? Erfahrungen von Politik, Wirtschaft, Gesellschaft. Opladen 2002, S. 163–170.
- Neue Hoffnung für Zypern. In: Europäische Rundschau. Heft 2, 2008.
- Bricht Pakistan auseinander?. In: Die Zeit, Nr. 51/1970.
- Poeten streiten für Pakistan. In: Die Zeit, Nr. 11/1972.